# الأكاديمية الوطنية للفنون والعلوم والآداب (الصومال)
الأكاديمية الوطنية الصومالية للثقافة ( SNAC )، والمعروفة أيضًا باسم الأكاديمية الوطنية الصومالية للفنون والعلوم والآداب ، كانت مؤسسة مهمة في الصومال كانت مسؤولة عن الحفاظ على واستكشاف التحف الوطنية وغيرها من المواد ذات الأهمية الوطنية.

## تأسيس
تم إنشاء الأكاديمية الوطنية الصومالية للثقافة لتعزيز المخزون الثقافي الصومالي من خلال جمع وبحث كل ما هو صومالي . في عام 1969، بعد تسع سنوات من الاستقلال، بدأت الحكومة المركزية الصومالية العديد من مشاريع التنمية الوطنية.
وُلدت الأكاديمية الوطنية الصومالية للفنون والعلوم والآداب نتيجة للمرسوم الحكومي لعام 1972، الذي دعا إلى قواعد إملائية موحدة للغة الصومالية . لعبت الأكاديمية الوطنية الصومالية والمؤسسات الداعمة لها دورا هاما عندما يتعلق الأمر بالبحث وفهم التاريخ والثقافة والفولكلور الصومالي. وكان أول رئيس للمركز هو اللغوي الصومالي الذي اخترع الخط الوطني الصومالي ، شاير جامع أحمد . 

## مجال المسؤولية
قامت الأكاديمية الوطنية الصومالية للثقافة بجمع وتخزين كميات من المواد التي كانت في السابق في أيدي الأفراد. كان لإدارة وموظفي الأكاديمية الوطنية الصومالية للفنون والعلوم والآداب تعاون مباشر مع مؤسسات التعليم العالي الأخرى مثل جامعتي القاهر ولافول . أصبحت جامعة غارهي فيما بعد الجامعة الوطنية الصومالية (Jaamacada Ummada Soomaaliyeed). تلقت المؤسسات العامة في مقديشو، بما في ذلك الجامعة الوطنية الصومالية، تحسينات وتوسعات كبيرة خلال السبعينيات والثمانينيات.
كان هناك عدد من الوزارات الحكومية الصومالية التي تضم مواد للأكاديمية الوطنية الصومالية للثقافة. وشملت هذه الوزارات التعليم (واكسبراشادا)، والإرشاد الوطني هانونينتا، والتعليم العالي (تاكليينتا ساري)، ووكالة الأفلام (واكالادا فيليمادا) ومراكز حكومية أخرى.

## استخدامها كمركز أبحاث
قدمت الأكاديمية الوطنية الصومالية للعلوم والفنون والثقافة أي مادة جديدة من بين أماكن أخرى، إما في المسرح الوطني الصومالي (تياتاركا كارانكا) أو المتحف الوطني الصومالي (مادكسافكا كارانكا)، وكلاهما يقع في العاصمة مقديشو . ذهب خريجو الجامعات للقيام بأعمال الدراسات العليا في الأكاديمية الوطنية. 
ساهمت
في حملة محو الأمية الشهيرة في الصومال، حيث أصدرت وجمعت مجلدات جديدة من المواد المسجلة والأفلام واللوحات والملصقات. وفي وقت لاحق، بحلول منتصف السبعينيات، وجد طلاب الجامعات والباحثون الأجانب ما يكفي من المواد لإجراء البحوث في مختلف مراكز تشغيل التابعة للأكاديمية الوطنية الصومالية للفنون والعلوم والآداب.

## أنظر أيضاً
- الدراسات الصومالية